# Список епізодів серіалу «Зоряний шлях: Наступне покоління»

У даному переліку представлено список епізодів другого серіалу Зоряного шляху — «Наступне покоління». Прем'єра відбулася 28 вересня 1987 року двогодинним епізодом «Зустріч в дальній точці». Показ завершився 23 вересня 1994 року двогодинним епізодом «Всі блага світу».
Другий серіал Зоряного шляху включає в себе 178 епізодів (2 — двогодинні), показаних за 7 сезонів. Три епізоди серіалу («Емісар», «Шлях Воїна», і «Те, що ти втрачаєш») в первісному показі демонструвалися як двогодинні епізоди, але згодом для повторного показу були перероблені в подвійні одногодинні епізоди. Епізоди перераховані в хронологічному порядку з датою прем'єрного показу.
Сезон 1 (1987—1988)
| № п/п | № в сезоні | Назва                                                   | Режисер           | Сценарист                                               | Оригінальний показ | Глядачів у США (млн) |
| ----- | ---------- | ------------------------------------------------------- | ----------------- | ------------------------------------------------------- | ------------------ | -------------------- |
| 1—2   | 1—2        | «Encounter at Farpoint» «Зустріч в далекій точці»       | Корі Аллен        | Джин Родденберрі, Д. С. Фонтана                         | 28 вересня 1987    | 15.7                 |
| 3     | 3          | «The Naked Now» «Гола дійсність»                        | Пол Лінч          | Д. С. Фонтана, Джон Д. Ф. Блек                          | 5 жовтня 1987      | 11.5                 |
| 4     | 4          | «Code Of Honor» «Кодекс честі»                          | Рассел Мейберрі   | Майкл Барон, Катарін Пауерс                             | 12 жовтня 1987     | 9.5                  |
| 5     | 5          | «The Last Outpost» «Останній форпост»                   | Річард А. Колла   | Герберт Райт, Річард Кзем'єн                            | 12 жовтня 1987     | 8.9                  |
| 6     | 6          | «Where No One Has Gone Before» «Де ніхто не був раніше» | Роб Боумен        | Майкл Рівз, Діана Дуейн                                 | 26 жовтня 1987     | 10.5                 |
| 7     | 7          | «Lonely Among Us» «Чужий серед своїх»                   | Кліфф Бол         | Майкл Халперін, Д. С. Фонтана                           | 2 листопада 1987   | 12.1                 |
| 8     | 8          | «Justice» «Справедливість»                              | Джеймс Л. Конвей  | Ворлі Торн, Ральф Віллс                                 | 9 листопада 1987   | 12.7                 |
| 9     | 9          | «The Battle» «Битва»                                    | Роб Боумен        | Ларрі Форестер, Герберт Райт                            | 16 листопада 1987  | 10.5                 |
| 10    | 10         | «Hide and Q» «Хованки з К'ю»                            | Кліфф Бол         | Моріс Герлі, Джин Родденберрі                           | 23 листопада 1987  | 11.0                 |
| 11    | 11         | «Haven» «Прихисток»                                     | Річард Комптон    | Трейсі Торме, Лан О’Кун                                 | 30 листопада 1987  | 10.3                 |
| 12    | 12         | «The Big Goodbye» «Великий гуд-бай»                     | Джозеф Л. Скенлан | Трейсі Торме                                            | 11 січня 1988      | 11.5                 |
| 13    | 13         | «Datalore» «Знання»                                     | Роб Боуман        | Роберт Левін, Моріс Герлі, Джин Родденберрі             | 18 січня 1988      | 10.3                 |
| 14    | 14         | «Angel One» «Ангел-1»                                   | Майкл Рей Родес   | Патрік Баррі                                            | 1 січня 1988       | 11.4                 |
| 15    | 15         | «11001001»                                              | Пол Лінч          | Роберт Левін, Моріс Герлі                               | 1 лютого 1988      | 10.7                 |
| 16    | 16         | «Too Short a Season» «Надто короткий сезон»             | Роб Боумен        | Майкл Майкеліан, Д. С. Фонтана                          | 2 серпня 1988      | 10.9                 |
| 17    | 17         | «When The Bough Breaks» «Коли ламається гілка»          | Кім Меннерс       | Ханна Луїза Ширер                                       | 15 лютого 1988     | 10.2                 |
| 18    | 18         | «Home Soil» «Рідна земля»                               | Корі Аллен        | Роберт Сабарофф, Ральф Санчес, Карл Ґеурс               | 22 лютого 1988     | 9.0                  |
| 19    | 19         | «Coming Of Age» «Повнолітній»                           | Майк Вежар        | Сенді Фріс                                              | 14 березня 1988    | 10.1                 |
| 20    | 20         | «Heart of Glory» «Серце слави»                          | Роб Боуман        | Моріс Герлі, Д. С. Фонтана, Герберт Врайт               | 21 березня 1988    | 10.7                 |
| 21    | 21         | «The Arsenal of Freedom» «Арсенал свободи»              | Лес Ландау        | Ганс Беймлер, Річард Меннінг, Роберт Левін, Мардж Херлі | 11 квітня 1988     | 10.4                 |
| 22    | 22         | «Symbiosis» «Симбіоз»                                   | Він Фелпс         | Ганс Беймлер, Річард Меннінг                            | 18 квітня 1988     | 10.8                 |
| 23    | 23         | «Skin Of Evil» «Лице зла»                               | Джозеф Л. Скенлан | Джозеф Стефано, Ханна Луїза Шеррер                      | 25 квітня 1988     | 9.7                  |
| 24    | 24         | «We'll Always Have Paris» «Париж назавжди»              | Роберт Бекер      | Ханна Луїза Шеррер, Дебора Дін Девіс                    | 2 травня 1988      | 9.7                  |
| 25    | 25         | «Conspiracy» «Змова»                                    | Кліфф Болл        | Роберт Сабарофф, Трейсі Торм                            | 29 травня 1988     | 9.4                  |
| 26    | 26         | «The Neutral Zone» «Нейтральна зона»                    | Джеймс Л. Конвей  | Дебора МакІнтай, Мона Гле, Мардж Херлі                  | 16 травня 1988     | 10.2                 |

Сезон 2 (1988—1989)
| № п/п | № в сезоні | Назва                                                | Режисер           | Сценарист                                              | Оригінальний показ | Глядачів у США (млн) |
| ----- | ---------- | ---------------------------------------------------- | ----------------- | ------------------------------------------------------ | ------------------ | -------------------- |
| 1     | 27         | «The Child» «Дитина»                                 | Роб Боуман        | Моріс Герлі, Джон Повілл, Джарон Саммерс               | 21 листопада 1988  | 10.9                 |
| 2     | 28         | «Where Silence Has Lease» «Мовчання в розстрочку»    | Вінріх Колбе      | Джек Б. Соверс                                         | 28 жовтня 1988     | 10.3                 |
| 3     | 29         | «Elementary, Dear Data» «Елементарно, дорогий Дейта» | Роб Боуман        | Браян Ален Лейн                                        | 5 грудня 1988      | нема даних           |
| 4     | 30         | «The Outrageous Okona» «Цей неможливий Окона»        | Роберт Бекер      | Девід Ландсберг, Лес Менчен, Ленс Діксон, Бертон Армус | 12 грудня 1988     | нема даних           |
| 5     | 31         | «Loud as a Whisper» «Гучний як шепіт»                | Ларрі Шоу         | Жаклін Замбрано                                        | 9 січня 1989       | 10.7                 |
| 6     | 32         | «The Schizoid Man» «Шизофренік»                      | Лес Ландау        | Трейсі Торм, Річард Меннінг, Ганс Беймлер              | 23 січня 1989      | 10.8                 |
| 7     | 33         | «Unnatural Selection» «Неприродний відбір»           | Пол Лінч          | Майк Грей                                              | 30 січня 1989      | 11.0                 |
| 8     | 34         | «A Matter of Honor» «Справа честі»                   | Роб Боуман        | Бартон Армус, Ванда М.Хейт, Грегорі Амос               | 6 лютого 1989      | 11.3                 |
| 9     | 35         | «The Measure of a Man» «Критерій людини»             | Роберт Шерер      | Мелінда Снодграс                                       | 12 лютого 1989     | 11.3                 |
| 10    | 36         | «The Dauphin» «Дофін»                                | Роб Боуман        | Леонард Млодінов, Скотт Рубенштейн                     | 20 лютого 1989     | 10.7                 |
| 11    | 37         | «Contagion» «Інфекція»                               | Джозеф Л. Скенлан | Стів Гербер, Бет Вудс                                  | 20 березня 1989    | 10.2                 |
| 12    | 38         | «The Royale» «Готель “Рояль”»                        | Кліфф Бол         | Кіт Міллс                                              | 27 березня 1989    | 10.6                 |
| 13    | 39         | «Time Squared» «Час в квадраті»                      | Джозеф Б. Скенлан | Моріс Герлі, Курт Майкл Бенсміллер                     | 7 квітня 1989      | 9.9                  |
| 14    | 40         | «The Icarus Factor» «Фактор Ікара»                   | Роберт Ісков      | Девід Ассаель, Роберт Л. МакКуллогх                    | 24 квітня 1989     | 9.1                  |
| 15    | 41         | «Pen Pals» «Друзі по переписці»                      | Вінріх Колбе      | Мелінда Снодграсс, Ханна Луїза Ширер                   | 1 травня 1989      | 9.7                  |
| 16    | 42         | «Q Who?» «Хто такий К'ю?»                            | Роб Боумен        | Моріс Герлі                                            | 8 травня 1989      | 10.3                 |
| 17    | 43         | «Samaritan Snare» «Самаритянська полапка»            | Лес Ландау        | Роберт Л. МакКуллох                                    | 15 травня 1989     | 10.9                 |
| 18    | 44         | «Up the Long Ladder» «Довгими сходами доверху»       | Вінріх Колбе      | Мелінда Снодграсс                                      | 22 травня 1989     | 9.2                  |
| 19    | 45         | «Manhunt» «Полювання на людину»                      | Роб Боуман        | Трейсі Торме                                           | 19 червня 1989     | 8.9                  |
| 20    | 46         | «The Emissary» «Емісар»                              | Кліфф Болл        | Томас Х. Колдер, Ханс Беймлер, Річард Меннінг          | 29 червня 1989     | 9.0                  |
| 21    | 47         | «Peak Performance» «Верх продуктивності»             | Роберт Шеррер     | Девід Кемпер                                           | 10 липня 1989      | 9.4                  |
| 22    | 48         | «Shades of Gray» «Відтінки сірого»                   | Роб Боуман        | Ганс Беймлер, Моріс Герлі                              | 17 липня 1989      | 9.8                  |

Сезон 3 (1989—1990)
| № п/п | № в сезоні | Назва                                                            | Режисер         | Сценарист                                                                 | Оригінальний показ | Глядачів у США (млн) |
| ----- | ---------- | ---------------------------------------------------------------- | --------------- | ------------------------------------------------------------------------- | ------------------ | -------------------- |
| 1     | 49         | «Evolution» «Еволюція»                                           | Вінріх Колбе    | Майкл Вагнер, Майкл Піллер                                                | 25 вересня 1989    | 10.8                 |
| 2     | 50         | «The Ensigns of Command» «Наші командири»                        | Кліфф Бол       | Мелінда Снодграсс                                                         | 2 жовтня 1989      | нема даних           |
| 3     | 51         | «The Survivors» «Вцілілі»                                        | Лес Ландау      | Майкл Л. Вагнер                                                           | 9 жовтня 1989      | 9.6                  |
| 4     | 52         | «Who Watches the Watchers?» «Хто спостерігає за спостерігачами?» | Роберт Вімер    | Ганс Беймлер, Річард Меннінг                                              | 16 жовтня 1989     | 9.6                  |
| 5     | 53         | «The Bonding» «Поєднання»                                        | Вінріх Колбе    | Рональд Д. Мур                                                            | 23 жовтня 1989     | 9.9                  |
| 6     | 54         | «Booby Trap» «Полапка»                                           | Габріель Бомонт | Майкл Л. Вагнер, Рон Роман, Майкл Піллер, Річард Данус                    | 30 жовтня 1989     | 11                   |
| 7     | 55         | «The Enemy» «Ворог»                                              | Девід Карсон    | Девід Кемпер, Майкл Піллер                                                | 6 листопада 1989   | 10.3                 |
| 8     | 56         | «The Price» «Ціна»                                               | Роберт Ширер    | Ханна Луїза Ширер                                                         | 13 листопада 1989  | 10.6                 |
| 9     | 57         | «The Vengeance Factor» «Фактор помсти»                           | Тімоті Бонд     | Сем Ролф                                                                  | 20 листопада 1989  | 9.7                  |
| 10    | 58         | «The Defector» «Перебіжчик»                                      | Роберт Шерер    | Рональд Д. Мур                                                            | 1 січня 1990       | 10.5                 |
| 11    | 59         | «The Hunted» «Полювання»                                         | Кліфф Бол       | Робін Бернхайм                                                            | 8 січня 1990       | 10.6                 |
| 12    | 60         | «The High Ground» «Висока земля»                                 | Габріель Бомонт | Мелінда Снодграсс                                                         | 28 січня 1990      | 10.5                 |
| 13    | 61         | «Déjà Q» «Знову К'ю»                                             | Лес Ландау      | Річард Данус                                                              | 5 лютого 1990      | 11.3                 |
| 14    | 62         | «A Matter of Perspective» «В перспективі»                        | Кліфф Бол       | Ед Зукерман                                                               | 12 лютого 1990     | 10.8                 |
| 15    | 63         | «Yesterday's Enterprise» «Учорашній Ентерпрайз»                  | Девід Карсон    | Трент Крістофер Ганіно, Ерік А. Стілвелл, Айра Стівен Бер, Річард Меннінг | 19 лютого 1990     | 11.9                 |
| 16    | 64         | «The Offspring» «Нащадок»                                        | Джонатан Фрейкс | Рене Ечеваррія                                                            | 12 березня 1990    | 10.2                 |
| 17    | 65         | «Sins of the Father» «Батькові гріхи»                            | Лес Ландау      | Дрю Дейган, Рональд Д. Мур, Рід Моран                                     | 19 березня 1990    | 11.1                 |
| 18    | 66         | «Allegiance» «Вірність»                                          | Вінріх Колбе    | Річард Меннінг, Ганс Беймлер                                              | лютого 1990        | 10.2                 |
| 19    | 67         | «Captain's Holiday» «Капітанська відпустка»                      | Чіп Чалмерс     | Айра Стівен Бер                                                           | 2 квітня 1990      | 11.7                 |
| 20    | 68         | «Tin Man» «Олов'яна людина»                                      | Роберт Шеррер   | Девід Бішофф, Денніс Бейлі                                                | 23 квітня 1990     | 10.2                 |
| 21    | 69         | «Hollow Pursuits» «Даремні турботи»                              | Кліфф Бол       | Саллі Кавес                                                               | 30 квітня 1990     | 9.8                  |
| 22    | 70         | «The Most Toys» «Іграшки»                                        | Тімоті Бонд     | Шарі Гудхартц                                                             | 7 травня 1990      | 10.3                 |
| 23    | 71         | «Sarek» «Сарек»                                                  | Лес Ландау      | Марк Кушман, Джейк Джейкобс, Пітер С. Бігл                                | 14 травня 1990     | 10.6                 |
| 24    | 72         | «Ménage à Troi» «Господиня Трой»                                 | Роберт Легато   | Фред Бронсон, С'юзан Сакетт                                               | 28 травня 1990     | 9.1                  |
| 25    | 73         | «Transfigurations» «Трансфігурації»                              | Том Бенко       | Рене Ечеваррія                                                            | 4 червня 1990      | 10.2                 |
| 26    | 74         | «The Best of Both Worlds 1» «Кращий з двох світів-1»             | Кліфф Бол       | Майкл Піллер                                                              | 18 червня 1990     | 10.1                 |

Сезон 4 (1990—1991)
| № п/п | № в сезоні | Назва                                                | Режисер          | Сценарист                                                                        | Оригінальний показ | Глядачів у США (млн) |
| ----- | ---------- | ---------------------------------------------------- | ---------------- | -------------------------------------------------------------------------------- | ------------------ | -------------------- |
| 1     | 75         | «The Best of Both Worlds 2» «Кращий з двох світів-2» | Кліфф Болл       | Майкл Піллер                                                                     | 9 грудня 1990      | 12.3                 |
| 2     | 76         | «Family» «Родина»                                    | Лес Ландау       | Рональд Д. Мур                                                                   | 1 жовтня 1990      | 9.6                  |
| 3     | 77         | «Браття» «Brothers»                                  | Роб Боуман       | Річард Берман                                                                    | 8 жовтня 1990      | 10.9                 |
| 4     | 78         | «Suddenly Human» «Несподівана людяність»             | Габріель Бомонт  | Ральф Філліпс, Джон Велплі, Джері Тейлор                                         | 15 жовтня 1990     | 10.3                 |
| 5     | 79         | «Remember Me» «Пам'ятай мене»                        | Кліфф Бол        | Лі Шелдон                                                                        | 22 жовтня 1990     | 11.4                 |
| 6     | 80         | «Legacy» «Спадок»                                    | Роберт Шерер     | Джо Меноскі                                                                      | 29 жовтня 1990     | 12                   |
| 7     | 81         | «Reunion» «Возз'єднання»                             | Джонанан Фрейкс  | Томас Перрі, Джо Перрі, Дрю Дейган, Бреннон Брага, Рональд Д. Мур                | 5 листопада 1995   | 12.2                 |
| 8     | 82         | «Future Imperfect» «Недосконале майбутнє»            | Лес Ландау       | Дж. Ларрі Керолл, Девід Беннетт Каррен                                           | 12 листопада 1990  | 12                   |
| 9     | 83         | «Final Mission» «Останнє завдання»                   | Корі Аллен       | Кейсі Арнолд-Інс, Джеррі Тейлор                                                  | 19 листопада 1990  | 11.5                 |
| 10    | 84         | «The Loss» «Втрата»                                  | Чіп Чалмерс      | Хіларі Дж. Бадер, Алан Дж. Адлер, Ванесса Грін                                   | 31 грудня 1990     | 12.2                 |
| 11    | 85         | «Data's Day» «День Дейти»                            | Роберт Вімер     | Гарольд Аптер, Рональд Д. Мур                                                    | 7 січня 1991       | 11.7                 |
| 12    | 86         | «The Wounded» «Травма»                               | Чіп Чалмерс      | Сара Чарно, Сай Чермак, Стюарт Чарно, Джері Тейлор                               | 28 січня 1991      | 12.1                 |
| 13    | 87         | «Devil's Due» «Як диявол»                            | Том Бенко        | Філіп Лазебник, Вільям Дуглас Ленсфорд                                           | 4 лютого 1991      | 13                   |
| 14    | 88         | «Clues» «Ключі»                                      | Лес Ландау       | Брюс Д. Артурс, Джо Меноскі                                                      | 11 лютого 1991     | 12.3                 |
| 15    | 89         | «First Contact» «Перший контакт»                     | Кліфф Бол        | Марк Скотт Зікрі, Девід Бішофф, Денніс Рассел Бейлі, Джо Меноскі, Рональд Д. Мур | 18 лютого 1991     | 11.4                 |
| 16    | 90         | «Galaxy's Child» «Дитина Галактики»                  | Вінріх Колбе     | Томас Картозіан, Моріс Герлі                                                     | 11 березня 1991    | 11.7                 |
| 17    | 91         | «Night Terrors» «Жахи ночі»                          | Лес Ландау       | Шарі Гудхатц, Джеррі Тейлор, Памела Дуглас                                       | 18 березня 1991    | 11.2                 |
| 18    | 92         | «Identity Crisis» «Криза особистості»                | Вінріх Колбе     | Тімоті Де Хаас, Бреннон Брага                                                    | 25 березня 1991    | 10.9                 |
| 19    | 93         | «The Nth Degree» «В енному ступені»                  | Роберт Легато    | Джо Меноскі                                                                      | 1 квітня 1991      | 11                   |
| 20    | 94         | «Qpid» «К'юпідон»                                    | Кліфф Бол        | Айра Стівен Бер, Ренді Рассел                                                    | 22 квітня 1991     | 10.8                 |
| 21    | 95         | «The Drumhead» «Барабанне правосуддя»                | Джонатан Фрейкс  | Джері Тейлор                                                                     | 29 квітня 1991     | 10.5                 |
| 22    | 96         | «Half a Life» «Половина життя»                       | Лес Ландау       | Пітер Аллан Філдс, Тед Робертс                                                   | 6 травня 1996      | нема даних           |
| 23    | 97         | «The Host» «Носій»                                   | Марвін Раш       | Майкл Горват                                                                     | 13 травня 1996     | 11.3                 |
| 24    | 98         | «The Mind's Eye» «Голос розуму»                      | Девід Лівінгстон | Рене Ечеваррія, Кен Шафер                                                        | 27 травня 1991     | 10.1                 |
| 25    | 99         | «In Theory» «Теоретично»                             | Патрік Стюарт    | Джо Меноскі, Рональд Д. Мур                                                      | 3 червня 1991      | 9.8                  |
| 26    | 100        | «Redemption, Part I» «Спокута-1»                     | Кліфф Бол        | Рональд Д. Мур                                                                   | 17 червня 1991     | 10.9                 |

Сезон 5 (1991—1992)
| № п/п | № в сезоні | Назва                                           | Режисер          | Сценарист                                                                          | Оригінальний показ | Глядачів у США (млн) |
| ----- | ---------- | ----------------------------------------------- | ---------------- | ---------------------------------------------------------------------------------- | ------------------ | -------------------- |
| 1     | 101        | «Redemption, Part II» «Спокута-2»               | Девід Карсон     | Рональд Д. Мур                                                                     | 23 вересня 1991    | нема даних           |
| 2     | 102        | «Darmok» «Дармок»                               | Вінріх Колбе     | Джо Меноскі, Філліп Лазебник                                                       | 30 вересня 1991    | нема даних           |
| 3     | 103        | «Ensign Ro» «Енсін Ро»                          | Лес Ландау       | Майкл Піллер, Рік Берман                                                           | 7 жовтня 1991      | 11.6                 |
| 4     | 104        | «Silicon Avatar» «Кремнієве втілення»           | Кліфф Бол        | Джері Тейлор, Лоуренс В. Конлі                                                     | 14 жовтня 1991     | 12                   |
| 5     | 105        | «Disaster» «Катастрофа»                         | Габріель Бомонт  | Рон Джарвіс, Філліп А. Скорза, Рональд Д. Мур                                      | 21 жовтня 1991     | 12.3                 |
| 6     | 106        | «The Game» «Гра»                                | Корі Аллен       | Бреннон Брага, С'юзан Саскет, Фред Бронсон                                         | 28 жовтня 1991     | 13.4                 |
| 7     | 107        | «Unification, Part I» «Об'єднання-1»            | Лес Ландау       | Рік Берман, Майкл Піллер, Джері Тейлор                                             | 4 листопада 1991   | 15.4                 |
| 8     | 108        | «Unification, Part 2» «Об'єднання-2»            | Кліфф Бол        | Майкл Піллер, Рік Берман                                                           | 11 листопада 1991  | 15.4                 |
| 9     | 109        | «A Matter of Time» «Питання часу»               | Пол Лінч         | Рік Берман                                                                         | 11 листопада 1991  | 13.9                 |
| 10    | 110        | «New Ground» «Нова земля»                       | Роберт Шерер     | Сара Чарно, Стюарт Чарні, Ґрант Розенберг                                          | 6 січня 1992       | 11.9                 |
| 11    | 111        | «Hero Worship» «Культовий герой»                | Патрік Стюарт    | Хілларі Дж. Бадер, Джо Меноскі                                                     | 17 січня 1992      | 12.7                 |
| 12    | 112        | «Violations» «Порушення»                        | Роберт Вімер     | Памела Грей, Шарі Гудхартц, Т. Майкл, Джері Тейлор                                 | 3 лютого 1992      | 12.1                 |
| 13    | 113        | «The Masterpiece Society» «Ідеальне товариство» | Вінріх Колбе     | Адам Беланофф, Джеймс Кан, Майкл Піллер                                            | 10 лютого 1992     | 12                   |
| 14    | 114        | «Conundrum» «Головоломка»                       | Лес Ландау       | Пол Шіффер, Баррі М. Школьнік                                                      | 17 лютого 1992     | 12.2                 |
| 15    | 115        | «Power Play» «Силові ігри»                      | Девід Лівінгстон | Моріс Герлі, Пол Рубен, Рене Балцер, Герберт Врайт, Бреннон Брага                  | 24 лютого 1992     | 13.2                 |
| 16    | 116        | «Ethics» «Етика»                                | Чіп Чалмерс      | Сара Чарно, Стюарт Чарно, Рональд Д. Мур                                           | 2 березня 1992     | 12.6                 |
| 17    | 117        | «The Outcast» «Вигнанець»                       | Роберт Шеррер    | Джері Тейлор                                                                       | 16 березня 1992    | 12.3                 |
| 18    | 118        | «Cause and Effect» «Причина й наслідок»         | Джонатан Фрейкс  | Бреннон Брага                                                                      | 23 березня 1992    | 13                   |
| 19    | 119        | «The First Duty» «Першочерговий обов'язок»      | Пол Лінч         | Рональд Д. Мур, Нарен Шанкар                                                       | 30 березня 1992    | 12.1                 |
| 20    | 120        | «Cost of Living» «Ціна життя»                   | Вінріх Колбе     | Пітер Аллан Філдс                                                                  | 20 квітня 1992     | 11.7                 |
| 21    | 121        | «The Perfect Mate» «Ідеальна пара»              | Кліфф Бол        | Гаррі Перконт, Рене Ечеваррія, Майкл Піллер                                        | 27 квітня 1992     | 10.8                 |
| 22    | 122        | «Imaginary Friend» «Уявний товариш»             | Габріель Бомонт  | Джин Льюїс Маттіас, Рональд Вілкерсон, Річард Флігель, Едіт Свенсен, Бреннон Брага | 4 травня 1992      | 12.1                 |
| 23    | 123        | «I, Borg» «Я, борг»                             | Роберт Ледерман  | Рене Ечеваррія                                                                     | 11 травня 1992     | 12.8                 |
| 24    | 124        | «The Next Phase» «Наступна фаза»                | Девід Карсон     | Рональд Д. Мур                                                                     | 18 травня 1992     | 11.7                 |
| 25    | 125        | «The Inner Light» «Внутрішнє світло»            | Пітер Лаурітсон  | Морган Гендель, Пітер Аллан Філдс                                                  | 1 червня 1992      | 11.1                 |
| 26    | 126        | «Time's Arrow, Part I» «Перехрестя світів-1»    | Лес Ландау       | Джо Меноскі, Майкл Піллер                                                          | 15 червня 1992     | 11.8                 |

Сезон 6 (1992—1993)
| № п/п | № в сезоні | Назва                                              | Режисер          | Сценарист                                                    | Оригінальний показ | Глядачів у США (млн) |
| ----- | ---------- | -------------------------------------------------- | ---------------- | ------------------------------------------------------------ | ------------------ | -------------------- |
| 1     | 127        | «Time's Arrow, Part II» «Перехрестя світів-2»      | Лес Ландау       | Джо Меноскі, Джері Тейлор                                    | 21 вересня 1992    | 13.8                 |
| 2     | 128        | «Realm of Fear» «Царство страху»                   | Кліфф Бол        | Бреннон Брага                                                | 28 вересня 1992    | 13.2                 |
| 3     | 129        | «Man of the People» «Слуга народу»                 | Вінріх Колбе     | Франк Абатемарко                                             | 5 жовтня 1992      | 13.2                 |
| 4     | 130        | «Relics» «Релікти»                                 | Александр Сінгер | Рональд Мур                                                  | 12 жовтня 1992     | 13.9                 |
| 5     | 131        | «Schisms» «Внутрішня незгода»                      | Роберт Вімер     | Джин Льюїс Маттіас, Рон Вілкерсон, Бреннон Брага             | 19 жовтня 1992     | 13.2                 |
| 6     | 132        | «True Q» «Справжній К'ю»                           | Роберт Шеррер    | Рене Ечеваррія                                               | 26 жовтня 1992     | 13.7                 |
| 7     | 133        | «Rascals» «Паливоди»                               | Адам Німой       | Діана Дрю Ботсфорд, Майкл Піллер, Ворд Ботсфорд, Еллісон Хок | 2 листопада 1992   | 13.5                 |
| 8     | 134        | «A Fistful of Datas» «Дуже багато Дейт»            | Патрік Стюарт    | Роберт Хьюїт Вольф, Бреннон Брага                            | 9 листопада 1992   | 13.4                 |
| 9     | 135        | «The Quality of Life» «Якість життя»               | Джонатан Фрейкс  | Нарен Шанкар                                                 | 16 листопада 1992  | 13.2                 |
| 10    | 136        | «Chain of Command, Part I» «Командний ланцюжок-1»  | Роберт Шеррер    | Франк Абатемарко, Рональд Д. Мур                             | 14 грудня 1992     | 10.2                 |
| 11    | 137        | «Chain of Command, Part II» «Командний ланцюжок-2» | Лес Ландау       | Франк Абатемарко                                             | 14 грудня 1992     | 12.9                 |
| 12    | 138        | «Ship in a Bottle» «Корабель в пляшці»             | Александр Сінгер | Рене Ечеваррія                                               | 25 грудня 1992     | 11.3                 |
| 13    | 139        | «Aquiel» «Аквіель»                                 | Кліфф Бол        | Джері Тейлор, Бреннон Брага, Рональд Д. Мур                  | 1 лютого 1993      | 14.1                 |
| 14    | 140        | «Face Of The Enemy» «Лице ворога»                  | Габріель Бомонт  | Рене Ечеваррія, Нарен Шанкар                                 | 7 лютого 1993      | 13.1                 |
| 15    | 141        | «Tapestry» «Гобелен»                               | Лес Ландау       | Рональд Д. Мур                                               | 15 лютого 1993     | 13.8                 |
| 16    | 142        | «Birthright, Part I» «По праву народження-1»       | Вінріх Колбе     | Бреннон Брага                                                | 22 лютого 1993     | 13.2                 |
| 17    | 143        | «Birthright, Part II» «По праву народження-2»      | Ден Каррі        | Рене Ечеваррія                                               | 1 березня 1993     | 13.4                 |
| 18    | 144        | «Starship Mine» «Бомба на кораблі»                 | Кліфф Бол        | Морган Ґендел                                                | 29 березня 1993    | 13                   |
| 19    | 145        | «Lessons» «Уроки»                                  | Роберт Вімер     | Рональд Вілкерсон, Джин Льюїс Матіас                         | 5 квітня 1993      | 12.2                 |
| 20    | 146        | «The Chase» «Погоня»                               | Джонатан Фрейкс  | Джо Меноскі, Рональд Д. Мур                                  | 26 квітня 1993     | 11.2                 |
| 21    | 147        | «Frame of Mind» «Стан психіки»                     | Джеймс Л. Конвей | Бреннон Брага                                                | 3 травня 1993      | 11.4                 |
| 22    | 148        | «Suspicions» «Підозри»                             | Кліфф Бол        | Джо Меноскі, Нарен Шанкар                                    | 10 травня 1993     | 11.3                 |
| 23    | 149        | «Rightful Heir» «Законний спадкоємець»             | Вінріх Колбе     | Джеймс Е. Брукс, Рональд Д. Мур                              | 17 травня 1993     | 10.6                 |
| 24    | 150        | «Second Chances» «Другий шанс»                     | Левар Бартон     | Майкл Медлок, Рене Ечеваррія                                 | 24 травня 1993     | 9.7                  |
| 25    | 151        | «Timescape» «Стижень часу»                         | Адам Німой       | Бреннон Брага                                                | 14 червня 1993     | 11.6                 |
| 26    | 152        | «Descent, Part I» «Вторгнення-1»                   | Александр Сінгер | Джері Тейлор, Рональд Д. Мур                                 | 21 червня 1993     | 11.7                 |

Сезон 7 (1993—1994)
| № п/п | № в сезоні | Назва                                      | Режисер          | Сценарист                                                   | Оригінальний показ | Глядачів у США (млн) |
| ----- | ---------- | ------------------------------------------ | ---------------- | ----------------------------------------------------------- | ------------------ | -------------------- |
| 1     | 153        | «Descent, Part II» «Вторгнення-2»          | Александр Сінгер | Рене Ечеваррія                                              | 20 вересня 1993    | 13                   |
| 2     | 154        | «Liaisons» «Взаємовідносини»               | Кліфф Бол        | Жак Грінспун, Роджер Ешбахер, Джин Керріган-Фаучі, Ліза Річ | 27 вересня 1993    | 12.2                 |
| 3     | 155        | «Interface» «Інтерфейс»                    | Роберт Вімер     | Джо Меноскі                                                 | 4 жовтня 1993      | 11.7                 |
| 4     | 156        | «Gambit, Part I» «Гамбіт-1»                | Пітер Лаурітсон  | Нарен Шанкар, Крістофер Хаттон                              | 11 жовтня 1993     | 11.9                 |
| 5     | 157        | «Gambit, Part II» «Гамбіт-2»               | Пітер Лаурітсон  | Нарен Шанкар, Рональд Д. Мур                                | 18 жовтня 1993     | 12                   |
| 6     | 158        | «Phantasms» «Фантоми»                      | Патрік Стюарт    | Бреннон Брага                                               | 25 жовтня 1993     | 12.2                 |
| 7     | 159        | «Dark Page» «Темна сторінка»               | Лес Ландау       | Хілларі Дж. Бадер                                           | 1 листопада 1993   | 11.6                 |
| 8     | 160        | «Attached» «Зв'язані»                      | Джонатан Фрейкс  | Нік Саган                                                   | 8 листопада 1993   | 12.1                 |
| 9     | 161        | «Force of Nature» «Сила природи»           | Роберт Ледерман  | Нарен Шанкар                                                | 15 листопада 1993  | 11.9                 |
| 10    | 162        | «Inheritance» «Спадок»                     | Роберт Шеррер    | Ден Кьоппель, Рене Ечеваррія                                | 22 листопада 1993  | 11.6                 |
| 11    | 163        | «Parallels» «Паралелі»                     | Роберт Вімер     | Бреннон Брага                                               | 29 листопада 1993  | 12.8                 |
| 12    | 164        | «The Pegasus» «Пегас»                      | Левар Бартон     | Рональд Д. Мур                                              | 10 січня 1994      | 11.9                 |
| 13    | 165        | «Homeward» «Дорога додому»                 | Александр Сінгер | Спайк Стінгассер, Вільям Н. Стейп, Нарен Шанкар             | 17 січня 1994      | 11.8                 |
| 14    | 166        | «Sub Rosa» «Родинна таємниця»              | Джонанан Фрейкс  | Джинна Ф. Галло, Джері Тейлор, Бреннон Брага                | 31 січня 1994      | 11.5                 |
| 15    | 167        | «Lower Decks» «Нижні палуби»               | Габріель Бомонт  | Джин Льюїс Матіас, Рональд Вілкерсон, Рене Ечеваррія        | 7 лютого 1994      | 11.9                 |
| 16    | 168        | «Thine Own Self» «Той, хто насправді»      | Вінріх Колбе     | Крістофер Хаттон, Рональд Д. Мур                            | 14 лютого 1994     | 11.4                 |
| 17    | 169        | «Masks» «Маски»                            | Роберт Вімер     | Джо Меноскі                                                 | 21 лютого 1994     | 11.8                 |
| 18    | 170        | «Eye of the Beholder» «Око спостерігача»   | Кліф Болл        | Бреннон Брага, Рене Ечеваррія                               | 28 лютого 1994     | 13.3                 |
| 19    | 171        | «Genesis» «Генезис»                        | Гейтс Макфадден  | Бреннон Брага                                               | 28 лютого 1994     | 11.3                 |
| 20    | 172        | «Journey's End» «Кінець подорожі»          | Корі Аллен       | Роберт Д. Мур                                               | 28 лютого 1994     | 11.9                 |
| 21    | 173        | «Firstborn» «Першонароджений»              | Джонатан Вест    | Марк Калбфелд, Рене Ечеваррія                               | 25 квітня 1994     | 11.4                 |
| 22    | 174        | «Bloodlines» «Родовід»                     | Лес Ландау       | Нік Саган                                                   | 2 травня 1994      | 11.3                 |
| 23    | 175        | «Emergence» «Народження»                   | Кліфф Бол        | Бреннон Брага, Джо Меноскі                                  | 9 травня 1994      | 11.3                 |
| 24    | 176        | «Preemptive Strike» «Удар на випередження» | Патрік Стюарт    | Нарен Шанкар, Рене Ечеваррія                                | 16 травня 1994     | 11.8                 |
| 25—26 | 177—178    | «All Good Things...» «Всі блага світу»     | Вінріх Колбе     | Бреннон Брага, Рональд Д. Мур                               | 23 травня 1994     | 17.4                 |